# Каналізаційний колодязь

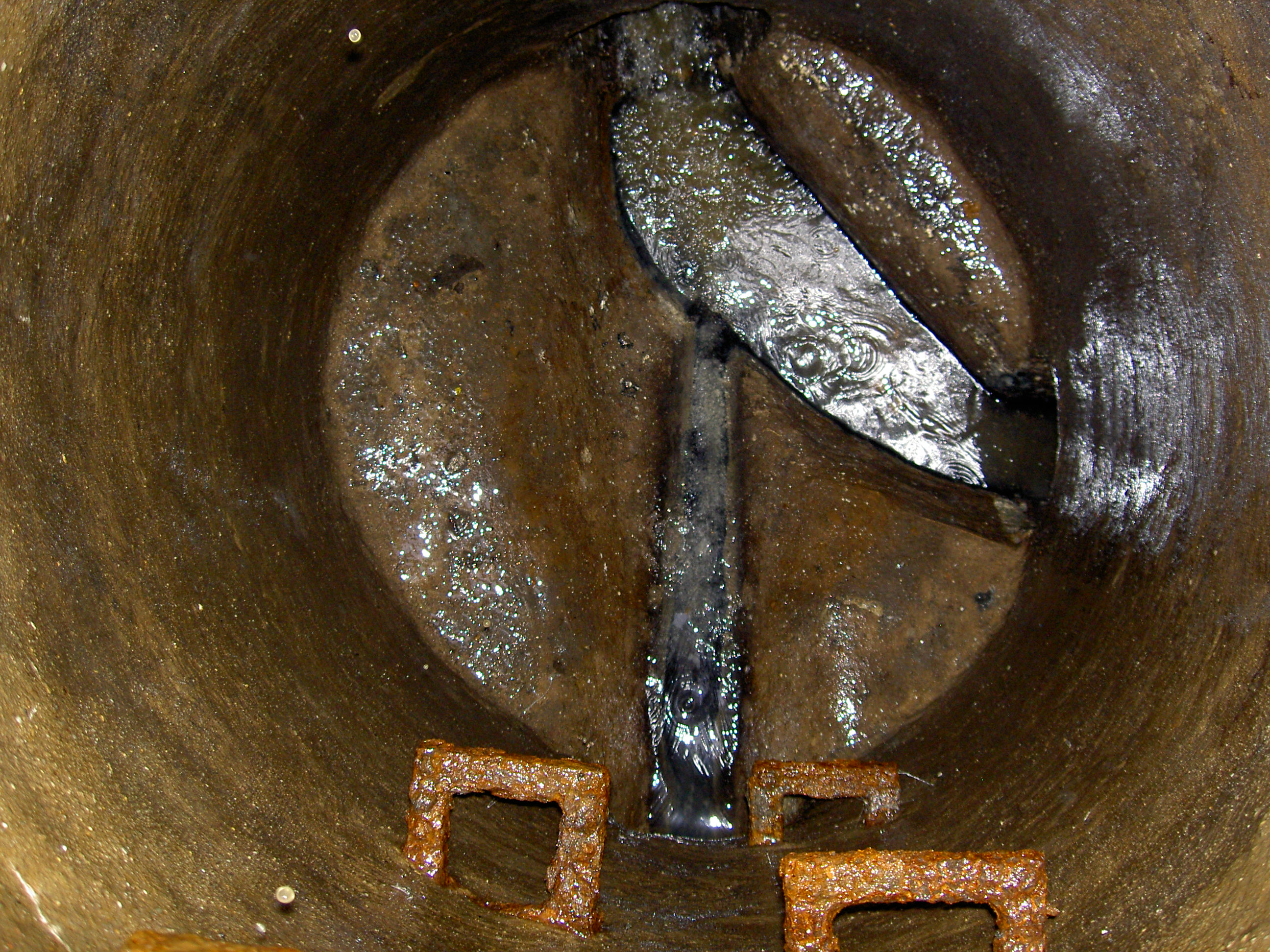
Стік рідини самопливом в середині каналізаційного колодязя

Каналізаційний колодязь, КК, часто неправильно вживається як каналізаційний люк — оглядова камера для доступу до підземних комунікацій з фекального водовідведення. Періодичний доступ до колодязя використовується з метою їх обслуговування — для ідентифікації забитого сегменту мережі, оцінки ступеня забруднення камери колодязя, виїмкою сторонніх предметів, доступу для прочищення труб мережі.

## Термінологія
- Каналізаційний колодязь — означення самої камери оглядового колодязя, частини мережі водовідведення
- Каналізаційний люк — сталий побутовий вираз, яким часто помилково означається в широкому вжитку будь-яка кришка люка.
Проте, деякі з кришок люків дійсно мають нанесене маркування, яке може виправдати такий вжиток.
  - «КК» — каналізаційний колодязь
  - «К» — каналізація
- Люк, або кришка люка — металева (частіше чавунна), полімерна або бетонна кришка для камери оглядового колодязя.

## Типи
- Оглядові призначені для здійснення регулярного контролю над системою. Встановлюють його на вході дворової каналізації, а також в накопичувальний септик.
- Поворотні встановлюють в місцях різких поворотів труб. Як правило, саме тут виникають засмічення.
- Вузлові монтують в вузлах і місцях розводки труб.

## Примітки

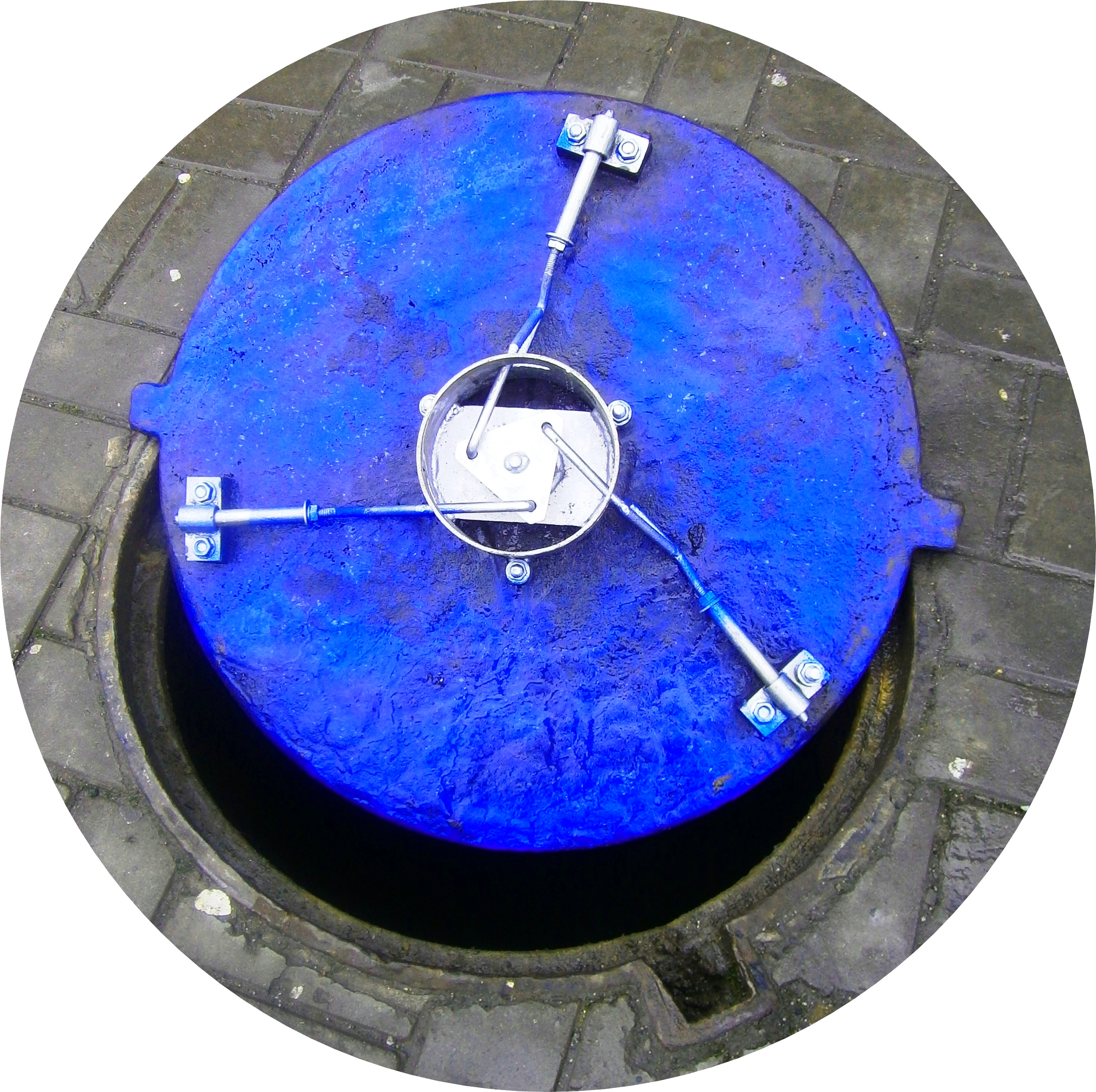
Замок для Люків Колодязів

## Розміщення
Існують чисельні норми, розроблені під різні системи проектування водовідведення, які також регламентують розміщення каналізаційних колодязів. Так, колодязь розміщується при повороті труби (зміні горизонтального кута), при впаданні в магістральні мережі (при злитті будь-якої кількості труб), при зміні кута вертикатьного нахилу, та з певною періодичністю на лінійних відрізках. При використанні сегментованих труб, вимоги щодо розміщення можуть рекомендувати розміщення колодязів кожні 15 м, при використанні цільних та гладких з середини труб, та труб більшого діаметра, відстань між оглядовими колодязями може подовжуватись до 50 м.